# Berceto
Berceto (emilián nyelven Barsäi, ligur nyelven Bercèi) település Olaszországban, Emilia-Romagna régióban, Parma megyében. Lakosainak száma 1967 fő (2023. január 1.). Berceto Borgo Val di Taro, Calestano, Corniglio, Solignano, Terenzo, Pontremoli és Valmozzola községekkel határos.

## Népesség
A település népessége az elmúlt években az alábbi módon változott:
| Lakosok száma | 2050 | 2022 | 1967 |
|               | 2017 | 2018 | 2023 |